# Фи² Волка
Фи² Волка (лат. φ² Lupi), HD 136664 — одиночная звезда в созвездии Волка на расстоянии приблизительно 307 световых лет (около 94,2 парсеков) от Солнца. Видимая звёздная величина звезды — +4,499m. Возраст звезды определён как около 11 млн лет.

## Характеристики
Фи² Волка — бело-голубая звезда спектрального класса B4V, или B5V, или B3. Масса — около 5,4 солнечных, радиус — около 3,4 солнечных, светимость — около 800,23 солнечных. Эффективная температура — около 18000 K.